# LGB Alliance
A LGB Alliance é um grupo britânico de caridade e advocacia que tem como objetivo declarado defender os direitos de gays, lésbicas e bissexuais com base na atração pelo mesmo sexo. A entidade afirma que tal direito está sendo ameaçado por "tentativas propagadas de confusão entre sexo biológico e noções de gênero".
A LGB Alliance se opõe a tratamentos hormonais para crianças com disforia de gênero e ao ensino de identidade de gênero e da teoria queer nas escolas.
Em 2021, o grupo foi regularizado pela comissão de caridade britânica alcançando o status de "instituição de caridade".

## História
Em 2019, um total de 22 membros fundadores do instituto de caridade britânico de Stonewall, assinaram uma carta aberta no jornal The Sunday Times rechaçando o grupo por ter "Minado os direitos e proteções com base no sexo por meio de sua política sobre questões de trans", e acusando o grupo  de ter censurado todas as tentativas de debates promovidas por membros LGB do Instituto. Eles alegaram que  "Se Stonewall permanece intransigente, certamente agora deve haver abertura para uma nova organização comprometida com a liberdade de expressão e com os fatos em vez da fantasia."
Um mês após a publicação da carta, foi anunciado o lançamento de um novo grupo denominado LGB Alliance.

## Posicionamentos

### Orientação Sexual
A LGB Alliance afirma que a Orientação Sexual é um conceito biológico pautado no sexo e que as opressões históricas sofridas por homossexuais tiveram essa evidência como base, alertando para o fato de que negar a realidade biológica da orientação sexual, é negar a própria existência da homossexualidade. O grupo tem tecido críticas fervorosas a algumas entidades LGBTQ as acusando de promover uma confusão entre os conceitos de sexo e gênero, prejudicando homossexuais no processo

### Educação de identidade de gênero e teoria queer
A Instituição apoia o ensino da educação sexual para adolescentes e o ensino do sexo biológico em detrimento dos conceitos de identidade de gênero e da teoria queer, que são catalogados pelo grupo como sendo "anti-científicos" e "negacionistas da biologia".
O grupo também alerta para o fato de que os materiais de políticas de diversidade usados nas escolas, estão sendo feitos por grupos sociais e movimentos políticos e não por pessoas com qualificações relevantes em educação ou ciências.
O grupo se refere a esta maneira de ensinar identidade de gênero como sendo uma forma de propaganda potencialmente prejudicial para crianças e pré-adolescentes.

### Tratamento de crianças com disfunção de gênero
O grupo demonstrou apoio ao veredito da Suprema Corte no julgamento da jovem Keira Bell, que determinou que as crianças e menores de 16 anos não deveriam receber bloqueadores da puberdade.

### Lésbicas
A cofundadora Bev Jackson disse em um artigo para o jornal conservador The Telegraph que "Lésbicas não têm pênis. Uma lésbica é uma mulher biológica que se sente atraída por outra mulher biológica. Isso é óbvio. Ou pelo menos era óbvio até alguns anos atrás."
O grupo afirmou que as lésbicas correm "Risco de extinção" com o avanço das políticas transgêneros, alertando para um estudo feito pela Universidade de Cambridge, que constatou que 70% das meninas jovens que passam por processos de harmonização e cirurgias de redesignação sexual,  sentem atração exclusivamente em outras meninas

## Críticas e controvérsias
O grupo foi descrito pelo Stonewall, por outros grupos LGBT+ e por alguns membros do Partido Trabalhista e do SNP como sendo um "grupo de ódio". O jornalista socialista e influencer de esquerda, Owen Jones catalogou o grupo como sendo "transfóbico" e criticou parlamentares trabalhistas que haviam defendido-o.
Em 2020, a revista  The Spectator escreveu um artigo afirmando que o grupo e seus ativistas estavam sendo vítima de uma "cruzada" propagada por movimentos de esquerda que erroneamente o rotularam de "grupo de ódio" e catalogou tais atitudes como sendo "vergonhosas".
A revista masculina dedicada ao público gay, Boyz, retuitou postagens da LGB Alliance no Twitter e respondeu às críticas sugerindo que as pessoas não tirassem conclusões precipitadas sobre a organização e, em vez disso, "ouçam". As empresas que anunciavam na Boyz ou vendiam a revista foram alvo de ameaças de boicote por ativistas LGBT+ após o fato.
A LGB Alliance foi descrita como sendo "transfóbica" em artigos escritos para revistas de estudo de gêneros como o Journal of Gender Studies e a Metaphilosophy.
Após a LGB Alliance receber o status de "instituição de caridade" pela Comissão de Caridade Britânica, mais de 50 grupos de defesa LGBTQIA+ criticaram a decisão afirmando que a instituição não estava comprometida com a igualdade de direitos, o instituto Stonewall chamou a decisão de "perturbadora".
Em junho de 2020, a LGB Alliance disse em um tweet que não é homofóbico se opor ao casamento entre pessoas do mesmo sexo, citando uma estatística de que a maioria das pessoas lésbicas, gays e bissexuais não são casadas. PinkNews diz que o tweet foi excluído após as críticas do ator David Paisley, do parlamentar escocês Mhairi Black e do jornalista Owen Jones. A LGB Alliance então tuitou mais tarde que "aquele tweet foi muito mal formulado! A introdução do casamento entre pessoas do mesmo sexo foi um grande avanço para as pessoas gays".